# Fórum Católico-Muçulmano
O Fórum Católico-Muçulmano é um fórum de diálogo entre católicos e muçulmanos. A primeira cúpula ocorreu de 4 a 6 de novembro de 2008 no Vaticano com quase cinquenta delegados. O tema escolhido foi "Amor a Deus, Amor ao Próximo".